# Adartico Vudafieri
Adartico Vudafieri, surnommé Vuda, né le 11 octobre 1950 à Castelfranco Veneto, est un ancien pilote de rallye italien.

## Biographie
Adartico Vudafieri débuta en compétition en 1973 sur Simca Rallye 2, participa au championnat WRC en 1983 sur Lancia Rally 037, et termina sa carrière en 1985 au rallye de Monza, sa seule course de la saison, qu'il remporta pour la seconde fois.

## Palmarès

### Titres
| Année | Titre                                    | Automobile       |
| ----- | ---------------------------------------- | ---------------- |
| 1975  | 3e du Trofeo rally nazionali             | Porsche          |
| 1976  | Trofeo rally nazionali                   | Lancia Stratos   |
| 1978  | Champion d'Italie des rallyes            | Lancia Stratos   |
| 1979  | Vice-champion d'Italie des rallyes       | Fiat 131 Abarth  |
| 1980  | Champion d'Italie des rallyes            | Fiat 131 Abarth  |
| 1981  | Champion d'Europe des rallyes            | Fiat 131 Abarth  |
| 1984  | Champion d'Italie des rallyes (1er open) | Lancia Rally 037 |

### 17 victoires en championnat d'Europe
- 1978, 1980 et 1981: rallye dell'Isola d'Elba
- 1979: Targa Florio;
- 1979 et 1980: Rallye del Ciocco e Valle del Serchio
- 1980: rallye de Madère
- 1980 et 1984: rallye de San Marino
- 1981: rallye Costa Brava
- 1981: rallye RACE d'Espagne
- 1981: rallye Sliven (Bulgarie)
- 1981: rallye Halkidiki (Grèce)
- 1983: rallye de Catalogne
- 1984: rallye Quattro regioni
- 1984: rallye della lana
- 1984: rallye Piancavallo

### Victoires en championnat d'Italie
- 1977: rallye del Ciocco
- 1978 et 1980: rallye dell'Isola d'Elba
- 1978, 1979 et 1980: rallye del Ciocco e Valle del Serchio
- 1978: rallye delle Valli Piacentine
- 1979: Targa Florio;
- 1980 et 1984: rallye de San Marino
- 1983: rallye di Monza
- 1984: rallye Quattro regioni
- 1984: rallye della lana
- 1984: rallye Piancavallo
- 1985: rallye di Monza

### Divers
- Rallye delle Valli Piacentine: 1978;
- Vainqueur du Monza Rally Show: 1983 et 1985

## Dans la culture populaire
Il est incarné par Vassilij Gianmaria Mangheras dans le film Race for Glory: Audi vs. Lancia (2024) de Stefano Mordini, qui revient sur la rivalité entre Audi et Lancia durant le championnat du monde des rallyes 1983.